# 松本友里
松本 友里（まつもと ゆり、1968年〈昭和43年〉3月18日 - 2010年〈平成22年〉11月15日）は、日本の元女優。東京都出身。戸籍名：鈴木 友里子（すずき ゆりこ）。旧姓：松本。血液型A型。俳優・松平健の後妻としても知られる。

## 人物・来歴
新国劇出身の俳優・天野新士と宝塚歌劇団OGの和歌鈴子（ダンスの名手としてカリスマ的人気があった）の夫妻のもと出生した。
1983年に父とともに『オールスター家族対抗歌合戦』（フジテレビ系）の「父と娘大会」に出場し、番組出演がきっかけでスカウトされ、高校在学中の1984年6月にアイドル歌手としてデビューした（歌手時代の読み方は「まつもと ゆうり」）。キャッチフレーズは「情熱エンジェル」。目標を「西城秀樹さんの女性版の歌手になりたい」と語った。言葉の通り、八重歯とエクボが印象的な愛らしい顔からは想像できないパワフルなボーカルを披露した。2枚目のシングル「ボーイ・キラー」は松本も出演した明治製菓のチョコスナック「ハローウッディ」のCMにも使用された。
堀越高等学校卒業。村上事務所に所属していた。
その後は俳優業に移行し、舞台をフィールドに活動を続けていた。松本友里子名義で出演している作品も多く見受けられる。
2004年10月に『暴れん坊将軍』で共演していた松平が出演した舞台を松本が観劇したことで交際に発展した。2005年10月11日、松平と結婚。“51歳と37歳の年の差婚”（干支が1回り違う）と話題になるが、これを機に芸能活動停止状態に入った。
2006年10月31日、男児を出産した。以後はマスコミなどへの露出も控え、家事・育児に専念した。
2010年6月に母・和歌鈴子が死去した。その頃から母親の介護疲れや死別の影響などにより、うつ状態となる。
2010年11月15日午前3時ごろ、自宅のドアノブにロープで首をつっているのを泊まり込みのベビーシッターが発見し警察に通報、死亡が確認された。遺書の有無は明らかにされていない。
舞台公演中の松平の意向により、12月3日の告別式までの間、エンバーミング処置により遺体の保存が行われた。

## ディスコグラフィ

### シングル
| #   | 発売日         | A/B面 | 収録曲               | 作詞     | 作曲         | 編曲     | 規格品番 |     |
| RVC | RVC            | RVC   | RVC                  | RVC      | RVC          | RVC      | RVC      | RVC |
| --- | -------------- | ----- | -------------------- | -------- | ------------ | -------- | -------- | --- |
| 1st | 1984年 6月21日 | A面   | 過剰にオンリー・ユー | 売野雅勇 | 加瀬邦彦     | 矢野立美 | RHS-153  |     |
| 1st | 1984年 6月21日 | B面   | 情熱・ため息・恋魔術 | 売野雅勇 | 加瀬邦彦     | 矢野立美 | RHS-153  |     |
| 2nd | 1984年 9月21日 | A面   | ボーイ・キラー       | 売野雅勇 | 加瀬邦彦     | 中村哲   | RHS-168  |     |
| 2nd | 1984年 9月21日 | B面   | 銀のレイバン         | 売野雅勇 | 加瀬邦彦     | 中村哲   | RHS-168  |     |
| 3rd | 1985年 5月1日  | A面   | SAYONARAを止めて     | 秋元康   | 沢田研二     | 大谷和夫 | RHS-194  |     |
| 3rd | 1985年 5月1日  | B面   | ロマンス泥棒         | 秋元康   | 加瀬邦彦     | 大谷和夫 | RHS-194  |     |
| 4th | 1985年 10月5日 | A面   | 飛んで火にいる恋の虫 | 秋元康   | 水谷公生     | 大谷和夫 | RHS-220  |     |
| 4th | 1985年 10月5日 | B面   | 悪戯素直少女         | 吉元由美 | 手塚ともかず | 大谷和夫 | RHS-220  |     |

## 出演

### テレビバラエティ
- NHKおはようサンデー（1990年4月 - 1991年3月、NHK総合） - 司会

他多数

### 映画
- シャコタン☆ブギ（1987年、東映） - カオリ 役 ※松本友里子 名義

【⠀難波金融伝 ミナミの帝王特別編 密約⠀】
1996年
ジュンコ役 松本友里 名義

### テレビドラマ
- 月曜ドラマランド「おとぼけ駅員 キップくん2」（1986年2月17日、CX）※松本友里子 名義
- あまえないでヨ! 第3話（1987年1月29日、CX）※松本友里子 名義
- 火曜サスペンス劇場「冷たいのがお好き 女二人のグルメ完全犯罪!」（1987年4月14日、NTV） - 橋本理沙 役 ※松本友里子 名義
- どうぶつ通り夢ランド 第20話「タヌキもビックリ! 女医のお見合い騒動」（1987年、ANB系）※松本友里子 名義
- ザ・ハングマン6 第6話「高熱レーザーで体を焼き切れ!」（1987年、ABC） - 北島由香里 役 ※松本友里子 名義
- すてきな三角関係 壁際族に花束を（1987年、TBS）※松本友里子 名義
- 東芝日曜劇場（TBS）
  - 第1711回「女のときめき－染色－より」（1989年11月12日）※松本友里子 名義
  - 第1730回「再婚しますか…」（1990年4月8日）※松本友里子 名義
- 連続テレビ小説（NHK総合）
  - 純ちゃんの応援歌（1988年10月 - 1989年4月） - 小野恭子 役 ※松本友里 名義
  - おんなは度胸（1992年）
- 坂本龍馬（1989年、TBS）
- 大河ドラマ「春日局」（1989年、NHK総合） - お静 役
- ああ結婚（1990年、TBS） - 加納郁子 役
- ラストダンス（1990年、THK系） - 真田たか子 役
- 将軍家光忍び旅（ANB系）
  - 第1シリーズ 第12話「大井川、決死の関所破り!」（1990年） - 菊姫 役
  - 第2シリーズ 第18話「お家騒動 高崎だるまに誓う愛」（1993年） - 雪 役
- 名奉行 遠山の金さん
  - 第3シリーズ 第19話「毒薬を買う女」（1991年、ANB / 東映） - お奈津 役
  - 第4シリーズ（1991年11月 - 1992年7月、ANB / 東映） - お初 役 ※レギュラー出演
- また又・三匹が斬る! 第10話「摩訶不思議、恋の行方と肉付面」（1991年、ANB系） - おふう 役
- 男と女のミステリー・特別企画 時代劇SP「残月の決闘」（1991年、CX）
- 火曜ミステリー劇場「切り裂かれた花嫁衣裳」（1991年、ANB）
- 検事・若浦葉子 最終話「娘を捨てた21年間…再会がレイプ現場!?」（1991年、NTV）
- 金曜ドラマシアター 松本清張作家活動40周年企画「波の塔」（1991年、CX） - 田沢輪香子 役
- 銭形平次 第1シリーズ 第4話「まんじ鍵」（1991年、CX系） - おひで 役
- 暴れん坊将軍（ANB系 / 東映）
  - 暴れん坊将軍IV
    - 第21話「一大事! 花嫁は鬼っ子姫」（1991年） - 貴子姫 役
    - 第64話「父の敵は愛しの人!」（1992年） - お順 役

  - 暴れん坊将軍VI
    - 第17話「人参に咲いた花祝言」（1995年） - お品 役

  - 暴れん坊将軍VIII
    - 第14話「箱根湯けむりに浮かぶ陰謀」（1998年） - 雪姫 役
- 刑事貴族2 第31話「見えない糸」（1991年、NTV） - 安川弘美 役
- 半七捕物帳 第6話「花吹雪! 女親分」（1992年、NTV） - お力 役
- 土曜ワイド劇場（ANB）
  - 山村美紗サスペンス 京都・天の橋立殺人事件（1992年） - 野田エミ 役
  - 山村美紗サスペンス 京都－徳島、平家伝説殺人ツアー 妖しい読経の声に密室トリック!（1993年）
- 月曜ドラマスペシャル（TBS）
  - 突然離婚 よやさしく別れてくれ（1992年）
  - 山村美紗・未完の遺作 小京都龍野殺人事件（1997年）
- 不思議サスペンス 西陣の蝶 あの日に帰りたい（1992年、KTV）
- 春の時代劇スペシャル「桃太郎侍 狙われた将軍の首・帰って来た桃太郎」（1992年、ANB）
- 水戸黄門（TBS / 東映）
  - 第21部 第25話「酔いどれ仁術・糸魚川」（1992年9月21日） - おちか 役
  - 第22部
    - 第6話「嘘で悟った女房の真心・浜松」（1993年6月21日） - お咲 役
    - 第34話「大黒様を笑わせた男・日光」（1994年1月10日） - おかつ 役

  - 第24部 第10話「盗まれた三葉葵の印篭・高知」（1995年11月20日） - おけい 役
  - 第24部 第32話「追われた男の恩返し・盛岡」（1996年5月6日） - お絹 役
  - 第25部 第41話「白狐の舞いが悪を斬る・塩原」（1997年） - 小夜 役
  - 第26部 第21話「間違えられた縁談話・福知山」（1998年） - おるい 役
- 闇を斬る!大江戸犯科帳 第6話「忠義よりも武士道よりも」（1993年、NTV / ユニオン映画） - 小枝 役
- 渡る世間は鬼ばかり 第2シリーズ（1993年、TBS）
- 七人の女弁護士 第6話「不倫の果ての殺意 美人OLの完全犯罪!?」（1993年、ANB）
- ひとり家族（1994年、TBS）- 長谷部麻美　役
- 織田信長（1994年、TX） - 亀姫 役
- 殿さま風来坊隠れ旅 第21話・最終回「次期将軍は誰!?御三家女の乱」（1994年、ANB） - 清姫 役
- 江戸の用心棒 第19話「花の吉原 人斬り魔」（1994年、NTV） - お篠 役
- 水戸黄門外伝 かげろう忍法帖 第16話「悪を懲らした女たち」（1995年、TBS） - お町 役
- 江戸の用心棒II 第2話「将軍吉宗の古証文」（1995年、NTV） - お房 役

### 舞台
- 暴れん坊将軍
- 御いのち
- おしん

### CM
- 明治製菓 チョコスナック ハローウッディ
- 明治製菓 いも作くん
- 花王 ビオレ